# Thyge Jesper de Thygeson
Thyge Jesper de Thygeson (10. november 1738 på Mattrup – 17. april 1822) var en dansk godsejer.
Han var født 1738 på Mattrup, som ejedes af faderen, kancelliråd Niels Thygesen (1700-1752); moderen var Helle f. Ammitzbøll (død 1755). Ganske ung kom han til København til farbroderen Emanuel Thygesen på dennes handelskontor og overtog dennes forretning 1756 i forening med Niels Ryberg under firmaet Ryberg & Thygesen jun., men trak sig nogle år derefter tilbage med en betydelig kapital. 1764 arvede han Stamhuset Mattrup efter farbroderen og blev samme år virkelig kammerassessor og auskultant i Kammerkollegiet, 1767 justitsråd og fra 1768-71 tilforordnet i Kammerkollegiet, i hvilken stilling han brugtes af regeringen ved ryttergodsets salg på Møn samt ved mange andre lejligheder, hvor hans praktiske kendskab til agerbrug og godsforhold kom til god nytte. Samtidig var han en af kommissærerne ved ryttergodsets salg i Skanderborg Amt, ved hvilken lejlighed han erhvervede sig en del gods, særlig de nyoprettede herregårde Væbnersholm og Vilholt, som han indtog under stamhuset, hvorefter han til gengæld solgte Mindstrup og Skovgård; tillige købte og udstykkede han flere nærliggende gårde, fx Alsted, Stovgård og Bjerre, og forøgede og arronderede dermed til dels Mattrups tilliggende, så at dette i alt udgjorde ca. 1300 tdr. hartkorn.
Thygeson, der 1776 var blevet optaget i adelstanden under navnet de Thygeson, var, skønt modstander af landboreformer, en mild og human godsejer; han forhøjede således aldrig fæsternes landgilde, og hoveriet på hans gårde var fast bestemt og ej trykkende, da bøndergårdenes areal var usædvanlig stort i forhold til hovedgårdens areal. 1821 afstod han stamhuset til sin eneste søn, Niels Emanuel de Thygeson, og døde 17. april 1822. 15. maj 1771 havde han ægtet Sophie Charlotte de Cederfeld (19. december 1747 – 25. juli 1797), datter af konferensråd, amtmand Bartholomæus de Cederfeld.